# 巴黎圍城戰 (885年—886年)
巴黎圍城戰發生於885年至886年，是維京擴張中的一場決定性戰役，位於西法蘭克王國的城市巴黎。這次圍城是胖子查理統治時期最重要的事件，也是法國歷史中的一個轉折點，證明了巴黎作為法國最大城市的重要性。圍攻是塞努斯神父的詩的重要主題。
885年11月，維京人帶著數百艘戰船和數万人抵達巴黎郊外，並向巴黎要求西法蘭克王國向維京人進貢。巴黎伯爵厄德向他們拒絕，儘管他只能有約兩百名士兵保衛這座城市。維京人使用各種攻城器械進行攻擊，但連續數天強攻卻未有進展。圍攻持續了十多個月，直到胖子查理帶著援軍抵達。

## 腳註
1. ↑  Gwyn Jones. . Oxford University Press. 2001  [28 April 2013]. ISBN 978-0-19-280134-0.
2. 1 2  根據Abbo Cernuus的說法
3. ↑  Davis (2001) pp. 53–55